# BLAST.tv Paris Major 2023
Navigation
IEM Rio Major 2022 PGL CS2 Major Copenhagen 2024
Le BLAST.tv Paris Major 2023, également connu sous le nom de BLAST.tv Major 2023 ou Paris 2023, est un tournoi international d'esport disputé sur le jeu vidéo Counter-Strike: Global Offensive se déroulant à l'Accor Arena de Paris, en France, du 8 au 21 mai 2023. 
19e édition des Counter-Strike: Global Offensive Major Championships, ce tournoi est le dernier sur Counter-Strike: Global Offensive. 24 équipes se sont qualifiées à travers les RMR (Regional Major Rankings). La dotation pour ce tournoi est de 1 250 000 $. Il s'agit du premier Major organisé par BLAST. Team Vitality remporte la compétition en battant GamerLegion lors de la finale.

## Contexte
Counter-Strike: Global Offensive est un jeu vidéo multijoueur de tir à la première personne (FPS) développé par Hidden Path Entertainment et Valve Corporation. Il s'agit du quatrième jeu de la série Counter-Strike. Dans le cadre des compétitions professionnelles de Counter-Strike: Global Offensive, les Major Championships sponsorisés par Valve sont les tournois les plus prestigieux,.
Les champions en titre sont Virtus.pro, qui ont remporté leur deuxième Major lors de l'IEM Rio Major 2022 qui a eu lieu entre le 31 octobre et 13 novembre 2022 à Rio de Janeiro, au Brésil. Virtus.pro a été éliminé par MOUZ lors des qualifications pour le Major européen, ce qui fait d'eux les premiers champions en titre à ne pas se qualifier pour le Major suivant.
Cet événement est le dernier Major joué sur Counter-Strike: Global Offensive. Le jeu sera remplacé par Counter-Strike 2, dont le premier Major aura lieu du 17 au 31 mars 2024 à Copenhague, au Danemark.

## Format
Au total, 24 équipes sont qualifiées pour le tournoi. Les huit premières équipes des qualifications sont directement qualifiées pour le Legends Stage. Lors du Challengers Stage, 16 équipes s'affrontent et participent à un système suisse. Les huit premiers sont qualifiés pour le Legends Stage et rejoignent ceux qui étaient directement qualifiés à la suite des qualifications. Les huit dernières équipes sont éliminées de la compétition. Les 8 meilleures équipes du Legends Stage se qualifient pour les quarts de finale du Champions Stage. Le Champions Stage est un tournoi à élimination directe, où chaque rencontre se joue sur trois différentes cartes.

## Équipes
Les équipes Legends qualifiées sont : Natus Vincere, 9INE, Furia Esports, Fnatic, Heroic, Into The Breach, Bad News Eagles, Team Vitality.
Les équipes Challengers qualifiées sont : paiN Gaming, GamerLegion, Apeks, OG, G2 Esports, FORZE, Ninjas in Pyjamas, Monte.
Les équipes Contenders qualifiées sont : MOUZ, Team Liquid, Grayhound Gaming, Complexity Gaming, The Mongolz, Fluxo, ENCE, FaZe Clan.

## Qualifications
Les qualifications se déroulent dans le cadre d'une phase nommée RMR (Regional Major Rankings) afin de déterminer les qualifications pour les régions géographiques. Les trois régions sont l'Europe, les Amériques et l'Asie. Chaque région reçoit un certain nombre de places pour le BLAST Paris Major 2023 en fonction de la performance des équipes de la même région au IEM Rio Major 2022. Les 8 meilleures équipes du RMR se qualifient directement pour le Legends Stage du Major. Les 16 autres obtiennent leur place pour le Challengers Stage.
Les tournois RMR se sont déroulés dans les villes suivantes :
- RMR européens : Copenhague, Danemark : 6-9 avril (groupe A) et 11-15 avril (groupe B) ;
- RMR américaine : Monterrey, Mexique : 5-9 avril ;
- RMR asiatique : Oulan-Bator, Mongolie : 4-8 avril.

### Résultats des RMR
| Région                              | Legends                                                      | Challengers                                      | Contenders                                |
| ----------------------------------- | ------------------------------------------------------------ | ------------------------------------------------ | ----------------------------------------- |
| Europe A                            | - Natus Vincere - Into The Breach - Fnatic - Bad News Eagles | - GamerLegion - Apeks - OG                       | - MOUZ                                    |
| Europe B                            | - Heroic - 9INE - Team Vitality                              | - G2 Esports - FORZE - Ninjas in Pyjamas - Monte | - ENCE                                    |
| Amériques                           | - Furia Esports                                              | - paiN Gaming                                    | - Team Liquid - Complexity Gaming - Fluxo |
| Asie                                |                                                              |                                                  | - Grayhound Gaming - The Mongolz          |
| Qualification de la dernière chance |                                                              |                                                  | - FaZe Clan                               |

## Challengers Stage
| Position | Équipe            | Victoires | Défaites | Qualification                    |
| -------- | ----------------- | --------- | -------- | -------------------------------- |
| 1        | G2                | 3         | 0        | Qualifiées pour le Legends Stage |
| 2        | ENCE              | 3         | 0        | Qualifiées pour le Legends Stage |
| 3        | Apeks             | 3         | 1        | Qualifiées pour le Legends Stage |
| 4        | Ninjas in Pyjamas | 3         | 1        | Qualifiées pour le Legends Stage |
| 5        | FaZe Clan         | 3         | 1        | Qualifiées pour le Legends Stage |
| 6        | Monte             | 3         | 2        | Qualifiées pour le Legends Stage |
| 7        | GamerLegion       | 3         | 2        | Qualifiées pour le Legends Stage |
| 8        | Team Liquid       | 3         | 2        | Qualifiées pour le Legends Stage |
| 9        | Grayhound Gaming  | 2         | 3        | Éliminées du tournoi             |
| 10       | paiN Gaming       | 2         | 3        | Éliminées du tournoi             |
| 11       | FORZE             | 2         | 3        | Éliminées du tournoi             |
| 12       | OG                | 1         | 3        | Éliminées du tournoi             |
| 13       | The MongolZ       | 1         | 3        | Éliminées du tournoi             |
| 14       | Complexity Gaming | 1         | 3        | Éliminées du tournoi             |
| 15       | Fluxo             | 0         | 3        | Éliminées du tournoi             |
| 16       | MOUZ              | 0         | 3        | Éliminées du tournoi             |

## Legends Stage
| Position | Équipe            | Victoires | Défaites | Qualification                      |
| -------- | ----------------- | --------- | -------- | ---------------------------------- |
| 1        | Heroic            | 3         | 0        | Qualifiées pour le Champions Stage |
| 2        | Team Vitality     | 3         | 0        | Qualifiées pour le Champions Stage |
| 3        | Team Liquid       | 3         | 1        | Qualifiées pour le Champions Stage |
| 4        | Monte             | 3         | 1        | Qualifiées pour le Champions Stage |
| 5        | GamerLegion       | 3         | 1        | Qualifiées pour le Champions Stage |
| 6        | Apeks             | 3         | 2        | Qualifiées pour le Champions Stage |
| 7        | Into The Breach   | 3         | 2        | Qualifiées pour le Champions Stage |
| 8        | FaZe Clan         | 3         | 2        | Qualifiées pour le Champions Stage |
| 9        | Navi              | 2         | 3        | Éliminées du tournoi               |
| 10       | Fnatic            | 2         | 3        | Éliminées du tournoi               |
| 11       | Ninjas In Pyjamas | 2         | 3        | Éliminées du tournoi               |
| 12       | ENCE              | 1         | 3        | Éliminées du tournoi               |
| 13       | G2 Esports        | 1         | 3        | Éliminées du tournoi               |
| 14       | Bad News Eagles   | 1         | 3        | Éliminées du tournoi               |
| 15       | 9INE              | 0         | 3        | Éliminées du tournoi               |
| 16       | FURIA Esports     | 0         | 3        | Éliminées du tournoi               |

## Champions Stage
|  |                 |               |               |               |               |        |    |            |            |            |            |              |  |   |        |        |        |        |        |  |  |
|  | 1/4 de finale   | 1/4 de finale | 1/4 de finale | 1/4 de finale | 1/4 de finale |        |    | 1/2 finale | 1/2 finale | 1/2 finale | 1/2 finale | 1/2 finale   |  |   | Finale | Finale | Finale | Finale | Finale |  |  |
|  |                 |               |               |               |               |        |    |            |            |            |            |              |  |   |        |        |        |        |        |  |  |
|  |                 |               |               |               |               |        |    |            |            |            |            |              |  |   |        |        |        |        |        |  |  |
|  | Heroic          | (1)           | 16            | 12            | 16            |        |    |            |            |            |            |              |  |   |        |        |        |        |        |  |  |
|  | Heroic          | (1)           | 16            | 12            | 16            |        |    |            |            |            |            |              |  |   |        |        |        |        |        |  |  |
|  | Faze Clan       | (8)           | 14            | 16            | 6             |        |    |            |            |            |            |              |  |   |        |        |        |        |        |  |  |
|  | Faze Clan       | (8)           | 14            | 16            | 6             | Heroic |    | 16         | 14         | 6          |            |              |  |   |        |        |        |        |        |  |  |
|  |                 |               |               |               |               | Heroic |    | 16         | 14         | 6          |            |              |  |   |        |        |        |        |        |  |  |
|  |                 |               | Gamer Legion  |               | 13            | 16     | 16 |            |            |            |            |              |  |   |        |        |        |        |        |  |  |
|  | Gamer Legion    | (4)           | Gamer Legion  | 16            | 13            | 16     | 16 | 16         |            |            |            |              |  |   |        |        |        |        |        |  |  |
|  | Gamer Legion    | (4)           |               |               |               |        |    |            |            |            |            |              |  |   |        |        |        |        |        |  |  |
|  | Monte           | (5)           | 10            | 3             |               |        |    |            |            |            |            |              |  |   |        |        |        |        |        |  |  |
|  | Monte           | (5)           | 10            | 3             |               |        |    |            |            |            |            | Gamer Legion |  | 6 | 13     |        |        |        |        |  |  |
|  |                 |               |               |               |               |        |    |            |            |            |            | Gamer Legion |  | 6 | 13     |        |        |        |        |  |  |
|  |                 | Team Vitality |               | 16            | 16            |        |    |            |            |            |            |              |  |   |        |        |        |        |        |  |  |
|  | Team Liquid     | Team Vitality | (3)           | 16            | 16            | 10     | 11 |            |            |            |            |              |  |   |        |        |        |        |        |  |  |
|  | Team Liquid     |               |               |               |               |        | 11 |            |            |            |            |              |  |   |        |        |        |        |        |  |  |
|  | Apeks           | (6)           | 16            | 16            |               |        |    |            |            |            |            |              |  |   |        |        |        |        |        |  |  |
|  | Apeks           | (6)           | 16            | 16            | Apeks         |        | 14 | 12         |            |            |            |              |  |   |        |        |        |        |        |  |  |
|  |                 |               |               |               |               |        | 14 | 12         |            |            |            |              |  |   |        |        |        |        |        |  |  |
|  |                 |               | Team Vitality |               | 16            | 16     |    |            |            |            |            |              |  |   |        |        |        |        |        |  |  |
|  | Into the Breach | (7)           | Team Vitality | 11            | 16            | 16     | 12 |            |            |            |            |              |  |   |        |        |        |        |        |  |  |
|  | Into the Breach | (7)           |               | 11            |               |        | 12 |            |            |            |            |              |  |   |        |        |        |        |        |  |  |
|  | Team Vitality   | (2)           | 16            | 16            |               |        |    |            |            |            |            |              |  |   |        |        |        |        |        |  |  |
|  | Team Vitality   | (2)           | 16            | 16            |               |        |    |            |            |            |            |              |  |   |        |        |        |        |        |  |  |

Le 21 mai 2023, Team Vitality remporte le Major lors de la finale contre GamerLegion (2-0),,.